# Rhainopomma pseudomontanum
Rhainopomma pseudomontanum is een rechtvleugelig insect uit de familie Lentulidae. De wetenschappelijke naam van deze soort is voor het eerst geldig gepubliceerd in 2007 door Hemp.